# Ластово (місто)
42°46′ пн. ш. 16°53′ сх. д. / 42.76° пн. ш. 16.88° сх. д.
Ластово (хорв. Lastovo) – місто і громада в Дубровницько-Неретванській жупанії Хорватії.

## Населення
Населення громади за даними перепису 2011 року становило 792 осіб. Населення самого міста становило 350 осіб.
Динаміка чисельності населення громади:
Динаміка чисельності населення міста:

## Населені пункти
Крім міста Ластово, до громади також входять:
- Глават
- Пасадур
- Скривена Лука
- Сушаць
- Убле
- Заклопатиця